# Vice-presidente do Turquemenistão
O Vice-presidente do Turquemenistão, oficialmente referido como Vice-presidente do Gabinete de ministros, ou (com base no título oficial e apesar da abolição do cargo de primeiro-ministro) como Vice-primeiro-ministro, é o vice-chefe de estado e de governo, embora, não seja o sucessor constitucional designado. O vice-presidente é nomeado pelo presidente do Turquemenistão.

## Lista de vice-presidentes
| Nº | Vice-presidente            | Retrato                                  | Mandato                                     | Partido             | Presidente                             |
| -- | -------------------------- | ---------------------------------------- | ------------------------------------------- | ------------------- | -------------------------------------- |
| 1  | Atta Charyyev              |                                          | janeiro de 1992 – junho de 1992             | Partido Democrático | Saparmyrat Nyýazow                     |
| 2  | Orazgeldi Aydogdyev        |                                          | junho de 1992 – 3 de abril de 2001          | Partido Democrático | Saparmyrat Nyýazow                     |
| 3  | Gurbanguly Berdimuhammedow |                                          | 3 de abril de 2001 – 21 de dezembro de 2006 | Partido Democrático | Saparmyrat Nyýazow                     |
| 4  | Raşit Meredow              |                                          | 11 de fevereiro de 2007 – atualidade        | Partido Democrático | Gurbanguly Berdimuhammedow (2007-2022) |
| 4  | Raşit Meredow              | Serdar Berdimuhammedow (2022-atualidade) | 11 de fevereiro de 2007 – atualidade        | Partido Democrático |                                        |